# Крушение поезда в Сент-Илере (1864)
Крушение поезда в Сент-Илере (англ. St-Hilaire train disaster; фр. Accident ferroviaire de Saint-Hilaire) — железнодорожная катастрофа, произошедшая 29 июня 1864 года, около города Мон-Сент-Илер, Квебек. Поезд, который вез немецких и польских иммигрантов, не остановился перед стоп-сигналом и упал с открытого поворотного моста в реку Ришельё. В результате катастрофы погибло 99 человек. Крушение поезда в Сент-Илере остается самой крупной железнодорожной катастрофой в истории Канады.

## Предыстория
В XIX веке река Ришельё была важной водной артерией, которая использовалась для торговли между Нью-Йорком и Монреалем. В этом районе также развивался туризм, в значительной степени из-за пароходов, проходивших по реке. Мост Белэль был построен так, чтобы железная дорога не мешала судоходству. На сегодняшний день, мост соединяет муниципалитеты Оттерберн парк (восточный берег реки) и Белэль (западный берег).

## Катастрофа
29 июня 1864 года, поезд, перевозивший от 354 до 475 пассажиров, бо́льшую часть из которых составляли немецкие и польские иммигранты, направлялся из города Квебека в Монреаль. Около 01:20 по местному времени поезд подъехал к мосту Белэль; в этот момент поворотный мост был открыт для прохода пяти барж и парохода. Красный свет железнодорожного светофора за милю до моста показывал, что мост закрыт для проезда и нужно замедлить ход. Однако сигнал светофора не был подтверждён проводником Томасом Финном (по другой версии, красный свет не заметил машинист поезда Уильям Бёрни), и поезд продолжил движение в направлении моста, на запад.
В 01:20 поезд сорвался с открытого моста в реку Ришельё. Головной вагон и одиннадцать пассажирских слетели с моста, раздавив проходившую под мостом баржу. Поезд упал в реку, глубина которой в этом районе составляла три метра. 99 человек погибли, ещё более сотни получили ранения, среди мертвых был проводник Томас Финн, машинист поезда остался жив. Руководство железной дороги попыталось свалить всё на стихийное бедствие, проводника и машиниста. Машинист Уильям Бёрни, недавно принятый на работу, утверждал, что был не знаком с маршрутом и не заметил сигнал.

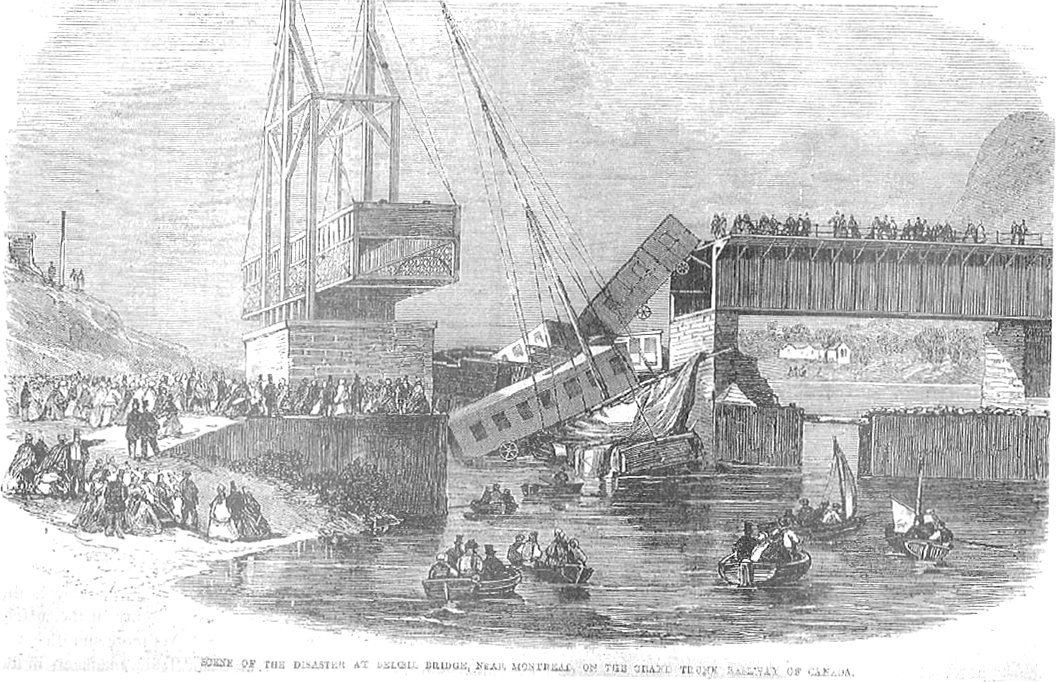
Спасательная операция в представлении художника (The Illustrated London News)

### Спасательная операция
Руководство GTR отправило много людей на спасательные работы. Более того, спасательная операция была поддержана членами немецкого общества Монреаля, общества Святого Георгия (Монреаль) и общества Святого Патрика (Монреаль), а также ирландским протестантским благотворительным обществом города. Больницы и некоторые другие учреждения Монреаля были использованы для размещения пострадавших. Погибшие были также перевезены в город и захоронены на римско-католическом кладбище Маунт-Ройал.